# Пабло Ренан дос Сантос
Пабло Сантос (порт. Pablo Santos, нар. 18 березня 1992, Сіанорті) — бразильський футболіст, нападник клубу «Марітіму».

## Клубна кар'єра
Розпочав дорослу кар'єру 2012 року у клубі «Пайсанду», де виступав протягом п'яти років.
22 липня 2017 року Сантос підписав контракт на три з половиною роки з португальським «Марітіму». 